# Physochlaina capitata
Physochlaina capitata är en potatisväxtart som beskrevs av An Min g Lu. Physochlaina capitata ingår i släktet vårbolmörter, och familjen potatisväxter. Inga underarter finns listade i Catalogue of Life.